# Сан Ђовани Иларионе
Сан Ђовани Иларионе (итал. San Giovanni Ilarione) је насеље у Италији у округу Верона, региону Венето.
Према процени из 2011. у насељу је живело 2604 становника. Насеље се налази на надморској висини од 168 м.

## Становништво
Према резултатима пописа становништва 2011. у општини је живело 5.111 становника.
| 1931. | 1936. | 1951. | 1961. | 1971. | 1981. | 1991. | 2001. | 2011. |
| ----- | ----- | ----- | ----- | ----- | ----- | ----- | ----- | ----- |
| 5.246 | 5.451 | 5.670 | 4.431 | 4.049 | 4.209 | 4.638 | 4.889 | 5.111 |